# Maria Starzycka
Maria Helena Starzycka (ur. 15 czerwca 1934 w Krakowie, zm. 20 grudnia 2018 tamże) – polska okulistka, profesor medycyny w zakresie chorób oczu.

## Życiorys
Córka Jana i Heleny. Studia medyczne oraz całe życie zawodowe związana z Collegium Medicum Uniwersytetu Jagiellońskiego. Od 1996 do 2004 była kierownikiem Katedry i Kliniki Okulistyki CM UJ. W latach 1990–1993 i 1996–1999 pełniła funkcję prodziekana Wydziału Lekarskiego. Zasiadała w zarządzie Polskiego Towarzystwa Okulistycznego. Była redaktorem naczelnym czasopisma naukowego „Klinika Oczna" (oficjalne pismo Polskiego Towarzystwa Okulistycznego). Była też członkiem szwajcarskiego Klubu Jonesa Gonina, skupiającego czołowych okulistów z całego świata zajmujących się siatkówką (retinologów).
Została odznaczona Złotym Krzyżem Zasługi.
Pochowana na Cmentarzu Salwatorskim w Krakowie.